# Wappen der Stadt Auerbach/Vogtl.
Das Wappen der Stadt Auerbach/Vogtl. ist ein Hoheitszeichen der Stadt Auerbach/Vogtl. im sächsischen Vogtlandkreis.

## Blasonierung
Die Blasonierung ist wie folgt:

„In schwarz ein aufgerichteter goldener Löwe.“

Der Löwe ist (heraldisch) rechtsgewendet.

## Geschichte
Das Wappen mit dem Löwen als Wappentier ist der Stadt um 1400 von den Vögten von Plauen verliehen worden. Diese waren die Herren auf der Burg Urbach und Besitzer großer, waldreicher Ländereien in der Region. Die Stadt führt seit Jahrhunderten das Wappen.
Ein sehr ähnliches Wappen führt Adorf/Vogtl.

## Belege
1. ↑  Karlheinz Blaschke, Gerhard Kehrer, Heinz Machatscheck: Lexikon Städte und Wappen der DDR. VEB Verlag Enzyklopädie, Leipzig 1979, 1. Auflage.